# 経ヶ岳 (神奈川県)

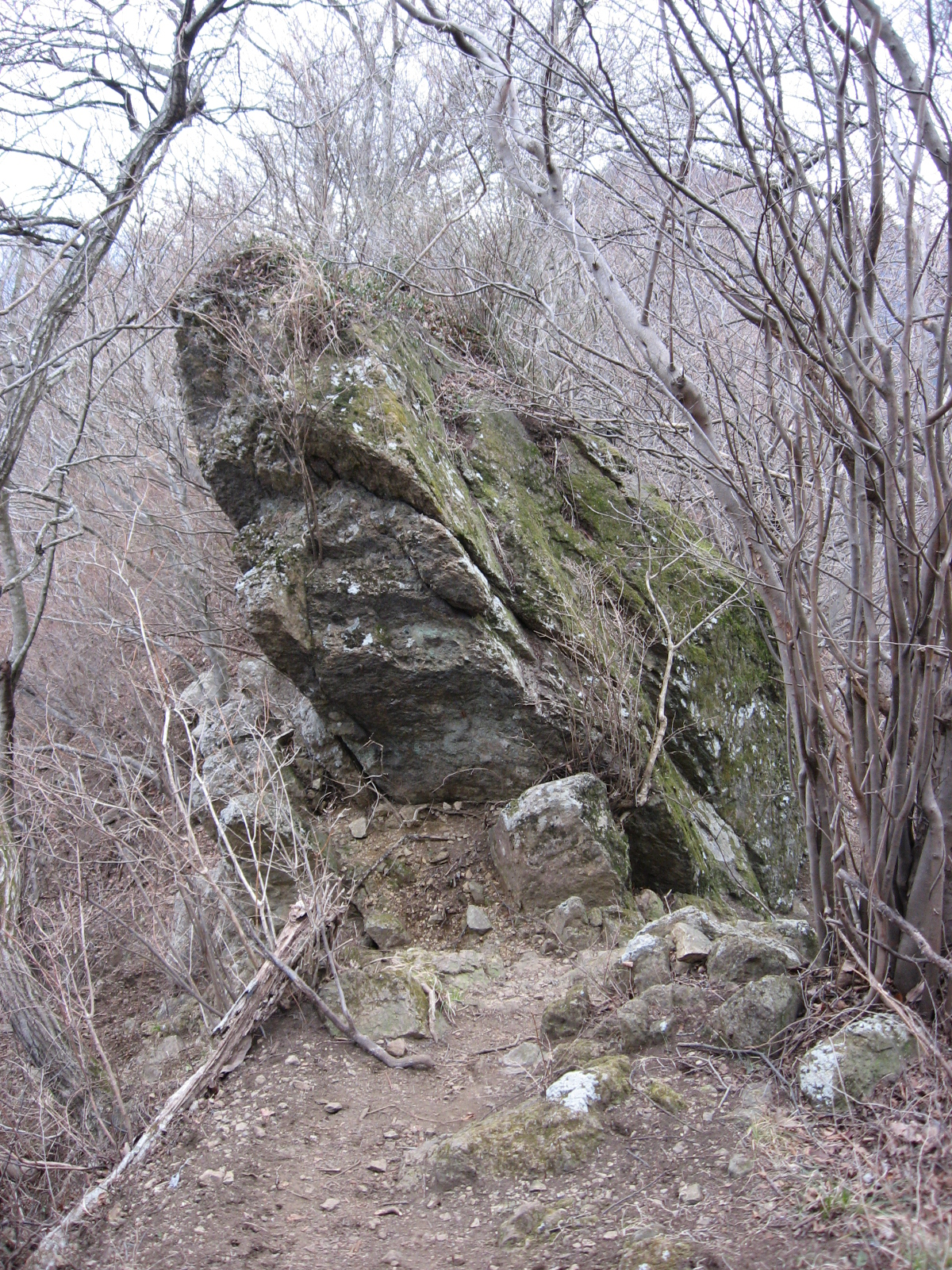
稜線上の経石

経ヶ岳（きょうがたけ）は、丹沢山地の東部にある標高633 mの山。神奈川県厚木市、愛甲郡清川村、愛甲郡愛川町の境界に位置し、神奈川県立丹沢大山自然公園に属する。郷土富士のひとつで、荻野富士（おぎのふじ）ともいう。

## 登山道
登山道は半原越や国道412号の平山坂下交差点付近から直接登るルートや、周辺の高取山や仏果山などの山を経由しながら登るルートがある。山頂にはテーブルとベンチが設置されている。西側の木立が少ないので、東丹沢の山々を望むことができる。

## 経石
山頂より西側の稜線上（経ヶ岳から半原越へ下る登山道）に「経石」と呼ばれる巨岩がある。この名は昔、弘法大師がこの岩に経文を納めたことに由来しており、この岩があることから経ヶ岳と呼ばれるようになったと言われている。

## 周辺の山
- 仏果山 (747 m)
- 高取山 (705 m)
- 革籠石山 (640 m)
- 辺室山 (644 m)
- 華厳山 (602 m)